# Robert Chartoff
Robert Chartoff (Nova Iorque, 26 de agosto de 1933 — Santa Mônica, 10 de junho de 2015) foi um produtor cinematográfico e filantropo norte-americano.